# San Pablo Primero
San Pablo Primero är en ort i Mexiko.   Den ligger i kommunen Coxcatlán och delstaten San Luis Potosí, i den centrala delen av landet, 240 km norr om huvudstaden Mexico City. San Pablo Primero ligger 379 meter över havet och antalet invånare är 288.
Terrängen runt San Pablo Primero är kuperad. Runt San Pablo Primero är det ganska tätbefolkat, med 100 invånare per kvadratkilometer. Närmaste större samhälle är Villa Terrazas, 13,5 km sydost om San Pablo Primero. I omgivningarna runt San Pablo Primero växer huvudsakligen savannskog.